# Zlatna pirueta 2015.
Zlatna pirueta 2015. bilo je 48. izdanje međunarodnog natjecanja u umjetničkom klizanju, koje se održalo od 3. do 5. prosinca 2015. u zagrebačkoj ledenoj dvorani Doma sportova. Natjecanje je 3. prosinca i svečano otvorila hrvatska predsjednica Kolinda Grabar-Kitarović. 83 natjecatelja iz 26 država se natjecalo u 4 discipline: muškarci i žene pojedinačno, klizanje u paru i plesno klizanje. 

## Natjecatelji
| Država         | Muškarci                                         | Žene                                                  | Parovi | Plesno klizanje                              |
| -------------- | ------------------------------------------------ | ----------------------------------------------------- | --- | -------------------------------------------- |
| Armenija       |                                                  |                                                       | | Tina Garabedian / Simon Proulx-Sénécal       |
| Bugarska       |                                                  | Hristina Vassileva                                    | |                                              |
| Kanada         | Liam Firus                                       |                                                       | |                                              |
| Republika Kina |                                                  | Amy Lin                                               | |                                              |
| Hrvatska       | Nicholas Vrdoljak                                | Tena Čopor                                            | Lana Petranović / Michael Lueck                                                                              |                                              |
| Češka          | Michal Březina                                   |                                                       | |                                              |
| Danska         |                                                  |                                                       | | Laurence Fournier Beaudry / Nikolaj Sørensen |
| Finska         | Tomi Pulkkinen Matthias Versluis                 | Anni Järvenpää                                        | | Olesia Karmi / Max Lindholm                  |
| Francuska      | Kevin Aymoz Alexander Zahradniček                |                                                       | | Peroline Ojardias / Michael Bramante         |
| Njemačka       | Alexander Bjelde Paul Fentz                      |                                                       | |                                              |
| Hong Kong      | Kwun Hung Leung                                  |                                                       | |                                              |
| Mađarska       |                                                  |                                                       | | Carolina Moscheni / Balázs Major             |
| Irska          | Conor Stakelum                                   |                                                       | |                                              |
| Izrael         |                                                  | Netta Schreiber                                       | |                                              |
| Italija        | Mattia Dalla Torre Ivan Righini Maurizio Zandron | Carol Bressanutti                                     | Nicole Della Monica / Matteo Guarise Alexandra Iovanna / Filippo Ambrosini Bianca Manacorda / Niccolò Macii  | Charlène Guignard / Marco Fabbri             |
| Japan          |                                                  |                                                       | Sumire Suto / Francis Boudreau Audet                                                                         | Emi Hirai / Marien de la Asuncion            |
| Kazahstan      | Abzal Rakimgaliev Denis Ten                      | Elizabet Tursynbayeva                                 | |                                              |
| Nizozemska     |                                                  | Niki Wories                                           | |                                              |
| Norveška       |                                                  | Anne Line Gjersem                                     | |                                              |
| Filipini       | Michael Christian Martinez                       |                                                       | |                                              |
| Rusija         | Gordei Gorškov Moris Kvitelašvili Adian Pitkeev  | Alena Leonova Adelina Sotnikova Elizaveta Tuktamyševa | Kristina Aštakova / Aleksej Rogonov Evgenia Tarasova / Vladimir Morozov Natalja Zabijako / Aleksandar Enbert |                                              |
| Slovačka       | Marco Klepoch                                    |                                                       | |                                              |
| Slovenija      | David Kranjec                                    | Daša Grm                                              | |                                              |
| Španjolska     | Javier Raya                                      | Sonia Lafuente                                        | Marcelina Lech / Aritz Maestu                                                                                |                                              |
| Tajland        |                                                  | Thita Lamsam                                          | |                                              |
| SAD            | Alexander Johnson Sean Rabbitt Adam Rippon       | Karen Chen Angela Wang                                | Marissa Castelli / Mervin Tran Caitlin Fields / Ernie Utah Stevens Tarah Kayne / Daniel O'Shea               | Kaitlin Hawayek / Jean-Luc Baker             |

## Vanjske poveznice
- Rezultati  Arhivirana inačica izvorne stranice od 5. prosinca 2015. (Wayback Machine)
- Zlatna pirueta 2015.  Arhivirana inačica izvorne stranice od 8. prosinca 2015. (Wayback Machine) na stranicama Međunarodne klizačke federacije